# Reverzna transkriptaza telomeraze
Reverzna transkriptaza telomeraze (TERT, ili hTERT kod ljudi) je katalitička podjedinica enzima telomeraza, koja, zajedno sa telomeraznom RNK komponentom (TERC), sačinjava najvažniju jedinicu telomeraznog kompleksa.
Telomeraze su deo distinktne podgrupe RNK-zavisnih polimeraza. Telomeraze produžavaju telomere u DNK lancima, čime omogućavaju starećim ćelijama koje bi postale postmitotičke i podlegle apoptozi da premaše Hejflikov limit i postanu potencijalno besmrtne, kao što je to često slučaj sa ćelijama raka. Specifično, TERT je odgovoran za katalizu adicije nukleotida u TTAGGG sequenci na krajevima hromozomskih telomera. Ova adicija ponavljajućih DNK sekvenci spečava degradaciju krajeva hromozoma nakon višestrukih ciklusa replikacije.
hTERT odstustvo (obično usled hromozomske mutacije) je vezano za sindrom mačjeg plača.

## Interakcije
Reverzna transkriptaza telomeraze formira interakcije sa:
- HSP90AA1,[10][11]
- Ku70,[12]
- Ku80,[12]
- MCRS1,[13]
- Nucleolin,[14]
- PINX1,[15] and
- YWHAQ.[16]

## Literatura
- Mattson MP, Fu W, Zhang P (2001). „Emerging roles for telomerase in regulating cell differentiation and survival: a neuroscientist's perspective”. Mech. Ageing Dev. 122 (7): 659—71. PMID 11322991. doi:10.1016/S0047-6374(01)00221-4.
- Castillo Ureta H, Barrera Saldaña HA, Martínez Rodríguez HG (2003). „[Telomerase: an enzyme with multiple applications in cancer research]”. Rev. Invest. Clin. 54 (4): 342—8. PMID 12415959.
- Janknecht R (2004). „On the road to immortality: hTERT upregulation in cancer cells”. FEBS Lett. 564 (1–2): 9—13. PMID 15094035. doi:10.1016/S0014-5793(04)00356-4.
- Cristofari G, Sikora K, Lingner J (2007). „Telomerase unplugged”. ACS Chem. Biol. 2 (3): 155—8. PMID 17373762. doi:10.1021/cb700037c.
- Beliveau A, Yaswen P (2007). „Soothing the watchman: telomerase reduces the p53-dependent cellular stress response”. Cell Cycle. 6 (11): 1284—7. PMID 17534147. doi:10.4161/cc.6.11.4298.
- Bellon M, Nicot C (2007). „Telomerase: a crucial player in HTLV-I-induced human T-cell leukemia”. Cancer genomics & proteomics. 4 (1): 21—5. PMID 17726237.

## Spoljašnje veze
- GeneReviews/NCBI/NIH/UW entry on Dyskeratosis Congenita
- GeneReviews/NCBI/NIH/UW entry on Pulmonary Fibrosis, Familial
- TERT+protein,+human на 